# Unione Sportiva Alessandria Calcio 1997-1998
Questa voce raccoglie le informazioni riguardanti l'Unione Sportiva Alessandria Calcio nelle competizioni ufficiali della stagione 1997-1998.

## Stagione
Nella stagione 1997-1998 l'Unione Sportiva Alessandria Calcio disputò l'undicesimo campionato di Serie C1 della sua storia. La società andò incontro alla nuova stagione tormentata da questioni societarie; il presidente Gino Amisano, abbandonato dai soci per contrasti sulla gestione sportiva, iniziò a imbastire trattative per la cessione del club alla famiglia Spinelli. Anche l'area tecnica andò incontro a rivoluzioni e, dopo la riconferma del contestato d.s. Renzo Melani e grandi cambiamenti nel gruppo dei calciatori, l'inizio del torneo fu per l'ambiziosa squadra grigia assai difficoltoso: un amalgama tra gli atleti venne a formarsi solo dopo l'esonero del nuovo allenatore Giuliano Zoratti e l'insediamento del più esperto Corrado Orrico.
La squadra rimase vittima di un difficoltoso girone di ritorno, coda di un torneo molto combattuto (nella classifica finale la nona e la diciassettesima classificata erano divise da tre soli punti). Penalizzati dai troppi pareggi, dopo aver ottenuto una sola vittoria nelle ultime dieci giornate, i grigi furono condannati ai play-out, penalizzati peraltro dalla classifica avulsa; sconfitti a Pistoia nella gara di ritorno, retrocessero in Serie C2 dopo sette anni in terza serie. Parziale consolazione fu il buon andamento della squadra in Coppa Italia di Serie C; approdò ai quarti, dove fu eliminata dal Palermo.

## Divise e sponsor
Il fornitore ufficiale di materiale tecnico per la stagione 1997-1998 fu Erreà, mentre lo sponsor di maglia fu Cassa di Risparmio di Alessandria.
| Casa | Trasferta |

## Organigramma societario
Area direttiva
- Presidente: Gino Amisano
- Vicepresidente: Mario Musso
- Consigliere: Alberto Braggio

Area organizzativa
- Direttore generale: Renzo Melani
- Segretario generale: Roberto Quirico
- Segretaria: Renata Morino

Area tecnica
- Direttore generale: Renzo Melani
- Allenatore: Giuliano Zoratti, dal 13 ottobre Corrado Orrico[2]
- Allenatore in seconda: Mauro Marchi
- Preparatore dei portieri: Gianmario Rama

Area sanitaria
- Medico sociale: Giorgio Musiari
- Collaboratori: Giancarlo Rovere e Silvio Testa
- Massaggiatore: Vincenzo Pescolla

## Rosa
| N. |                    | Ruolo | Calciatore                  |
| -- | ------------------ | ----- | --------------------------- |
|    | Italia (bandiera)  | P     | Emiliano Betti              |
|    | Italia (bandiera)  | P     | Alessandro Lazzarini        |
|    | Italia (bandiera)  | P     | Marco Rapetti               |
|    | Italia (bandiera)  | P     | Paolo Toccafondi            |
|    | Italia (bandiera)  | D     | Luca Agnese                 |
|    | Italia (bandiera)  | D     | Andrea Bellini              |
|    | Italia (bandiera)  | D     | Michele Biagianti           |
|    | Italia (bandiera)  | D     | Giandomenico Costi          |
|    | Italia (bandiera)  | D     | Maurizio Ferrarese          |
|    | Italia (bandiera)  | D     | Giuseppe Fornaciari         |
|    | Italia (bandiera)  | D     | Mario Giannoni              |
|    | Italia (bandiera)  | D     | Daniele Giannotti           |
|    | Italia (bandiera)  | D     | Maurizio Lizzani (capitano) |
|    | Italia (bandiera)  | C     | Salvatore Avallone          |
|    | Francia (bandiera) | C     | David Bettoni               |
|    | Italia (bandiera)  | C     | Luigi Bugiardini            |
|    | Italia (bandiera)  | C     | Alessio Cappella            |

| N. |                   | Ruolo | Calciatore            |
| -- | ----------------- | ----- | --------------------- |
|    | Italia (bandiera) | C     | Andrea De Martini     |
|    | Italia (bandiera) | C     | Daniele Giraldi       |
|    | Italia (bandiera) | C     | Vincenzo Lanotte      |
|    | Italia (bandiera) | C     | Alberto Marchetti     |
|    | Italia (bandiera) | C     | Egidio Notaristefano  |
|    | Italia (bandiera) | C     | Andrea Orocini        |
|    | Italia (bandiera) | C     | Massimiliano Scaglia  |
|    | Italia (bandiera) | C     | Salvatore Tedesco (I) |
|    | Italia (bandiera) | C     | Manuel Vivani         |
|    | Italia (bandiera) | C     | Andrea Zucco          |
|    | Italia (bandiera) | A     | Fabio Algeri          |
|    | Italia (bandiera) | A     | Claudio Balesini      |
|    | Italia (bandiera) | A     | Enrico Fantini        |
|    | Italia (bandiera) | A     | Ferdinando Gasparini  |
|    | Italia (bandiera) | A     | Franco Lerda          |
|    | Italia (bandiera) | A     | Eros Antonio Piazza   |

## Risultati

### Serie C1

#### Girone di andata
| Arbitro: | Verrucci (Fermo) |

|                           |           |                               |
| Caruso 29’ Affatigato 38’ | Marcatori | 34’ Orocini 46’ (aut.) Rosati |

| Arbitro: | Bianco (Venezia) |

|                            |           |                                   |
| Cupi 7’ (aut.) Orocini 30’ | Marcatori | 35’ (rig.) E. Sala 44’ Vernacchia |

| Arbitro: | Urbano (Carbonia) |

|               |           |  |
| Comandini 45’ | Marcatori |  |

| Arbitro: | D'Agostini (Frosinone) |

|              |           |            |
| Gasparini 3’ | Marcatori | 28’ Perugi |

| Alessandria 28 settembre 1997, ore 16:00 CEST 5ª giornata | Alessandria       | 0 – 0 referto | Brescello | Stadio Giuseppe Moccagatta (1.300 spett.)\| Arbitro: \| Mariani (Perugia) \| |
| Arbitro:                                                  | Mariani (Perugia) |               |           |                                                                              |

| Arbitro: | Battaglia (Messina) |

|                             |           |              |
| Terracciano 37’ Millesi 39’ | Marcatori | 90’ Balesini |

| Arbitro: | Esposito (Trapani) |

|  |           |            |
|  | Marcatori | 64’ Brizzi |

| Arbitro: | N. Ayroldi (Molfetta) |

|                                                      |           |  |
| Vezzosi 13’ D'Ainzara 28’ (rig.) Graziani 73’ (rig.) | Marcatori |  |

| Arbitro: | Pirrone (Messina) |

|             |           |  |
| Fantini 77’ | Marcatori |  |

| Arbitro: | Manari (Teramo) |

|                 |           |  |
| Maffioletti 72’ | Marcatori |  |

| Arbitro: | Tullio (Avezzano) |

|                                |           |                |
| Lanotte 47’ (rig.) Fantini 75’ | Marcatori | 87’ Scichilone |

| Arbitro: | Alvino (Salerno) |

|          |           |              |
| Zago 90’ | Marcatori | 64’ Balesini |

| Alessandria 30 novembre 1997, ore 14:30 CET 13ª giornata | Alessandria        | 0 – 0 referto | Alzano Virescit | Stadio Giuseppe Moccagatta (1.500 spett.)\| Arbitro: \| Palmieri (Cosenza) \| |
| Arbitro:                                                 | Palmieri (Cosenza) |               |                 |                                                                               |

| Arbitro: | Verrucci (Fermo) |

|            |           |             |
| Lanzara 3’ | Marcatori | 47’ Orocini |

| Arbitro: | Ambrosino (Torre del Greco) |

|                |           |             |
| Fornaciari 71’ | Marcatori | 41’ Benfari |

| Arbitro: | Ferrarini (Parma) |

|              |           |             |
| Giaretta 56’ | Marcatori | 51’ Giraldi |

| Arbitro: | Cossero (Udine) |

|             |           |  |
| Fantini 53’ | Marcatori |  |

#### Girone di ritorno
| Arbitro: | Papini (Perugia) |

|                  |           |  |
| Fantini 52’, 64’ | Marcatori |  |

| Arbitro: | Cicoianni (Ascoli Piceno) |

|            |           |             |
| Birarda 9’ | Marcatori | 90’ Orocini |

| Arbitro: | Pascariello (Lecce) |

|             |           |                    |
| Fantini 53’ | Marcatori | 37’ (aut.) Orocini |

| Pistoia 8 febbraio 1998, ore 14:30 CET 21ª giornata | Pistoiese       | 0 – 0 referto | Alessandria | Stadio Comunale (1.400 spett.)\| Arbitro: \| Cavuoti (Vasto) \| |
| Arbitro:                                            | Cavuoti (Vasto) |               |             |                                                                 |

| Arbitro: | Belloli (Bergamo) |

|              |           |                      |
| Trapella 17’ | Marcatori | 59’ (aut.) R. Crippa |

| Arbitro: | Ponzalli (Firenze) |

|                      |           |                     |
| Mazzoleni 13’ (aut.) | Marcatori | 16’ Toni 85’ Milana |

| Arbitro: | Mariani (Perugia) |

|                         |           |  |
| Cecconi 22’ (rig.), 90’ | Marcatori |  |

| Arbitro: | Castellani (Verona) |

|             |           |  |
| Giraldi 63’ | Marcatori |  |

| Arbitro: | Cecotti (Udine) |

|            |           |             |
| Grabbi 63’ | Marcatori | 61’ Lanotte |

| Arbitro: | Lion (Padova) |

|           |           |                 |
| Lerda 64’ | Marcatori | 79’ Maffioletti |

| Livorno 5 aprile 1998, ore 16:00 CEST 28ª giornata | Livorno                | 0 – 0 referto | Alessandria | Stadio Armando Picchi (8.000 spett.)\| Arbitro: \| D'Agostini (Frosinone) \| |
| Arbitro:                                           | D'Agostini (Frosinone) |               |             |                                                                              |

| Alessandria 11 aprile 1998, ore 16:00 CEST 29ª giornata | Alessandria      | 0 – 0 referto | Saronno | Stadio Giuseppe Moccagatta (600 spett.)\| Arbitro: \| Cirone (Palermo) \| |
| Arbitro:                                                | Cirone (Palermo) |               |         |                                                                           |

| Arbitro: | Castellin (Conselve) |

|             |           |             |
| Garlini 56’ | Marcatori | 74’ Fantini |

| Arbitro: | Urbano (Carbonia) |

|                  |           |                                                |
| Fantini 55’, 72’ | Marcatori | 40’ Schiavon 47’ M. Veronese 54’ Chiopris Gori |

| Arbitro: | Sciamanna (Ascoli Piceno) |

|                      |           |  |
| Maranzano 43’ (rig.) | Marcatori |  |

| Arbitro: | Silvestrini (Macerata) |

|                              |           |                  |
| Giraldi 10’, 83’ Fantini 58’ | Marcatori | 37’, 72’ Saudati |

| Arbitro: | Lion (Padova) |

|              |           |  |
| Guarneri 83’ | Marcatori |  |

### Play-out
| Arbitro: | Fausti (Milano) |

|               |           |                      |
| M. Vivani 65’ | Marcatori | 90’ (rig.) Mazzucato |

| Arbitro: | N. Ayroldi (Molfetta) |

|                                   |           |               |
| Giannoni 25’ (aut.) Mazzucato 59’ | Marcatori | 34’ Gasparini |

### Coppa Italia Serie C

#### Fase eliminatoria a gironi
| Alessandria 17 agosto 1997, ore 20:30 CEST 1ª giornata | Alessandria   | 0 – 0 referto | Novara | Stadio Giuseppe Moccagatta (1.000 spett.)\| Arbitro: \| Lion (Padova) \| |
| Arbitro:                                               | Lion (Padova) |               |        |                                                                          |

| Arbitro: | Gazzi (Torino) |

|  |           |                 |
|  | Marcatori | 8’, 73’ Orocini |

| Arbitro: | Zenere (Schio) |

|             |           |  |
| Fantini 13’ | Marcatori |  |

| Arbitro: | Cavallaro (Legnago) |

|            |           |                                             |
| Cretaz 23’ | Marcatori | 34’ (rig.) Lanotte 79’ (rig.) Notaristefano |

#### Fase a eliminazione diretta
| Arbitro: | Alario (Civitavecchia) |

|                             |           |                  |
| Fornaciari 1’ Gasparini 16’ | Marcatori | 4’ (rig.) Albino |

| Arbitro: | Dondarini (Finale Emilia) |

|                               |           |                               |
| S. Spinelli 20’ Mirabelli 89’ | Marcatori | 47’ Notaristefano 76’ Giraldi |

| Alessandria 6 dicembre 1997, ore 14:30 CET Ottavi di finale - Andata | Alessandria    | 0 – 0 referto | Modena | Stadio Giuseppe Moccagatta (300 spett.)\| Arbitro: \| Zenere (Schio) \| |
| Arbitro:                                                             | Zenere (Schio) |               |        |                                                                         |

| Arbitro: | Guiducci (Arezzo) |

|              |           |                |
| Mandelli 51’ | Marcatori | 76’ Fornaciari |

| Arbitro: | Tullio (Avezzano) |

|                      |           |  |
| Cardinale 60’ (rig.) | Marcatori |  |

| Arbitro: | Strocchia (Nola) |

|                         |           |                         |
| Fantini 15’ Orocini 36’ | Marcatori | 6’ Di Somma 17’ Dittgen |

## Statistiche

### Statistiche di squadra
| Competizione         | Punti | In casa | In casa | In casa | In casa | In casa | In casa | In trasferta | In trasferta | In trasferta | In trasferta | In trasferta | In trasferta | Totale | Totale | Totale | Totale | Totale | Totale | DR |
| Competizione         | Punti | G       | V       | N       | P       | Gf      | Gs      | G            | V            | N            | P            | Gf           | Gs           | G      | V      | N      | P      | Gf     | Gs     | DR |
| -------------------- | ----- | ------- | ------- | ------- | ------- | ------- | ------- | ------------ | ------------ | ------------ | ------------ | ------------ | ------------ | ------ | ------ | ------ | ------ | ------ | ------ | -- |
| Serie C1             | 36    | 17      | 6       | 8       | 3       | 19      | 15      | 17           | 0            | 10           | 7            | 10           | 20           | 34     | 6      | 18     | 10     | 29     | 35     | -6 |
| Coppa Italia Serie C |       | 5       | 2       | 3       | 0       | 5       | 3       | 5            | 2            | 2            | 1            | 7            | 5            | 10     | 4      | 5      | 1      | 12     | 8      | +4 |
| Play-out             |       | 1       | 0       | 1       | 0       | 1       | 1       | 1            | 0            | 0            | 1            | 1            | 2            | 2      | 0      | 1      | 1      | 2      | 3      | -1 |
| Totale               |       | 23      | 8       | 12      | 3       | 25      | 19      | 23           | 2            | 12           | 9            | 18           | 27           | 46     | 10     | 24     | 12     | 43     | 46     | -3 |

### Statistiche dei giocatori
| Giocatore        | Serie C1 | Serie C1 | Coppa Italia Serie C | Coppa Italia Serie C | Play-out | Play-out | Totale   | Totale |
| Giocatore        | Presenze | Reti     | Presenze             | Reti                 | Presenze | Reti     | Presenze | Reti   |
| ---------------- | -------- | -------- | -------------------- | -------------------- | -------- | -------- | -------- | ------ |
| L. Agnese        | 1        | 0        | -                    | -                    | -        | -        | 1        | 0      |
| S. Avallone      | 5        | 0        | 3                    | 0                    | -        | -        | 8        | 0      |
| C. Balesini      | 10       | 2        | 4                    | 0                    | -        | -        | 14       | 2      |
| A. Bellini       | 25       | 0        | 8                    | 0                    | 2        | 0        | 35       | 0      |
| E. Betti         | 2        | -4       | 1                    | 0                    | -        | -        | 3        | -4     |
| D. Bettoni       | 7        | 0        | 2                    | 0                    | -        | -        | 9        | 0      |
| M. Biagianti     | 21       | 0        | 5                    | 0                    | 2        | 0        | 28       | 0      |
| L. Bugiardini    | 2        | 0        | 1                    | 0                    | -        | -        | 3        | 0      |
| G. Califano      | 2        | 0        | 1                    | 0                    | -        | -        | 3        | 0      |
| A. Cappella      | -        | -        | 1                    | 0                    | -        | -        | 1        | 0      |
| G. Costi         | 20       | 0        | 3                    | 0                    | -        | -        | 23       | 0      |
| A. De Martini    | 15       | 0        | 6                    | 0                    | 1        | 0        | 22       | 0      |
| E. Fantini       | 33       | 10       | 9                    | 2                    | 2        | 0        | 44       | 12     |
| M. Ferrarese     | 15       | 0        | 5                    | 0                    | -        | -        | 20       | 0      |
| G. Fornaciari    | 27       | 1        | 9                    | 2                    | 2        | 0        | 38       | 3      |
| F. Gasparini     | 29       | 1        | 6                    | 1                    | 2        | 1        | 37       | 3      |
| M. Giannoni      | 25       | 0        | 6                    | 0                    | 2        | 0        | 33       | 0      |
| D. Giannotti     | 2        | 0        | 1                    | 0                    | -        | -        | 3        | 0      |
| D. Giraldi       | 24       | 4        | 8                    | 1                    | 2        | 0        | 34       | 5      |
| V. Lanotte       | 23       | 2        | 8                    | 1                    | 2        | 0        | 33       | 3      |
| A. Lazzarini     | 8        | -8       | 4                    | -2                   | -        | -        | 12       | -10    |
| F. Lerda         | 8        | 1        | -                    | -                    | -        | -        | 8        | 1      |
| M. Lizzani       | 31       | 0        | 10                   | 0                    | 2        | 0        | 43       | 0      |
| E. Notaristefano | 16       | 0        | 5                    | 2                    | 1        | 0        | 22       | 2      |
| A. Orocini       | 28       | 4        | 6                    | 3                    | 2        | 0        | 36       | 7      |
| E. Piazza        | 7        | 0        | 3                    | 0                    | 1        | 0        | 11       | 0      |
| M. Scaglia       | 14       | 0        | 6                    | 0                    | 1        | 0        | 21       | 0      |
| S. Tedesco (I)   | 19       | 0        | 4                    | 0                    | 1        | 0        | 24       | 0      |
| P. Toccafondi    | 25       | -23      | 5                    | -6                   | 2        | -3       | 32       | -32    |
| M. Vivani        | 26       | 0        | 7                    | 0                    | 1        | 1        | 34       | 1      |
| A. Zucco         | -        | -        | 1                    | 0                    | -        | -        | 1        | 0      |